# Ariana Orrego Martínez
Ariana Gabriela Orrego Martínez   es una ex gimnasta artística proveniente del Perú, nació el 25 de septiembre de 1998. Representó a su país en los Juegos Olímpicos en el año 2016 y en 2020. Ariana Orrego fue la primera gimnasta peruana en llegar a competir en los Juegos Olímpicos. Además fue medallista de oro en seis ocasiones en Campeonatos Sudamericanos. 

## Primeros años
Ariana nació el día 25 de septiembre de 1998 en Lima⁣, Perú.  Empezó a practicar gimnasia desde los 6 años.El entrenador estadounidense Gustavo Moure fue quien la invitó a entrenar en Excalibur, club de gimnasia en Virginia. Posteriormente, a la edad de 15  se mudó sola para entrenar con Moure. Más tarde,  vivió con una familia anfitriona en Virginia, recibiendo educación en casa.

## Carrera
En el Campeonato Sudamericano Juvenil de 2013, Ariana logró empatar en el cuarto lugar en el concurso completo, luego quedó cuarta en salto, en barras asimétricas y finalmente quinta en el ejercicio de suelo. El equipo peruano también terminó en cuarto lugar detrás de Brasil, Argentina y Colombia. Luego ganó una medalla de bronce en la viga de equilibrio detrás de las gimnastas brasileñas Flávia Saraiva y Rebeca Andrade.
Ariana Orrego compitió en la viga de equilibrio y el ejercicio de suelo en los Campeonatos de la cuenca del pacífico en el año 2014 pero no avanzó a la final del evento ni logró clasificar. Más tarde, compitió en el concurso de los Campeonatos panamericanos de 2014 llegando al 11° puesto del equipo peruano. Ariana consiguió el lugar 31°en el concurso total.
Luego en el mismo año ayudó al equipo peruano a ubicarse en el lugar 34 de los 38 equipos que clasificaron en los Campeonatos Mundiales 2014.
| Tipo de medalla   | Lugar                                        |
| Medalla de oro    | 1er lugar 2014 Equipo Cochabamba             |
| Medalla de oro    | 1er lugar 2014 Salto de Cochabamba           |
| Medalla de oro    | 1er lugar 2014 Barras asimétricas Cochabamba |
| Medalla de oro    | 1er lugar 2016 Salto Lima                    |
| Medalla de oro    | 1er lugar 2016 Barras asimétricas Lima       |
| Medalla de oro    | 1er lugar 2019 Viga de equilibrio Santiago   |
| Medalla de plata  | 2do lugar 2014 All-around Cochabamba         |
| Medalla de plata  | 2do lugar 2014 Viga de equilibrio Cochabamba |
| Medalla de plata  | 2do lugar 2014 Ejercicio de suelo Cochabamba |
| Medalla de plata  | 2do lugar 2019 All-around Santiago           |
| Medalla de plata  | 2do lugar 2019 Ejercicio de suelo Santiago   |
| Medalla de bronce | 3er lugar 2019 Equipo Santiago               |

Después compitió en la Copa Mundial desafío de Medellín y consiguió la octava posición en barras asimétricas.Nuevamente en el año 2014, Ariana durante el campeonato sudamericano, ayudó a que el equipo peruano logrará ganar la medalla de oro. Ella individualmente ganó la medalla de plata en el concurso completo justo detrás de Ailen Valente.
En la recta final de este evento consiguió oro en salto y barras asimétricas, también plata en barra de equilibrio y ejercicio de piso.
Luego en el año 2015 en los Juegos Panamericanos en Toronto Ariana representó a Perú y terminó 13ª es la final del concurso completo. Luego en el año 2015 compitió en la Copa Mundial del desafío de Osijek terminando en cuarto lugar en barras asimétricas y sexta en la viga de equilibrio. En 2015 durante los campeonatos mundiales terminó 62ª en el concurso completo durante la ronda de clasificación y se clasificó para el año 2016 en el evento de prueba olímpica, esta era su última oportunidad para poder clasificar para los juegos olímpicos del 2016.
Luego de haber competido en el evento de prueba Olímpica terminó en 48ª en la totalidad el concurso y esto dio como objetivo para el juego olímpicos del año 2016.  Al competir en Río de Janeiro 2016, Ariana Orrego se convirtió en la primera peruana en competir en juegos olímpicos.
Después de su paso por los juegos olímpicos compitió en el campeonato sudamericano de 2016 en Lima y ganó medalla de oro en la final de salto y barras asimétricas.Finalmente terminó 4ta en el concurso completo y 6ta en ejercicio de suelo.
Después Ariana Orrego se unió al equipo para la temporada de gimnasia de la MCAA del 2018 durante su primer año compitió el ejercicio de suelo y en 11 de 13  encuentros obtuvo un puntaje alto de la temporada de 9.875 y fue nombrada gracias a esto para el equipo académico de novatos All-Big12.
En mayo de 2018 compitió en los juegos sudamericanos y terminó quinta en la final del evento de ejercicio de suelo.
Mientras cursaba su segundo año en lowa State, Ariana compitió en 10 encuentros en salto, barras asimétricas y viga de equilibrio, obtuvo el puntaje máximo de su carrera de 9.800 en salto en dos ocasiones.
En junio de 2019 compitió en los campeonatos sudamericanos y nuevamente ayuda peruana en la medalla de bronce por equipos detrás como Argentina y Chile.
Ariana ganó una medalla de plata en el concurso completo detrás de la gimnasta argentina Abigail Magistrati. En la final del evento consiguió oro en viga de equilibrio, plata en ejercicio de suelo y sexto lugar en barras asimétricas.
Después, en el año 2019 compitió en los Juegos Panamericanos organizados en Lima. El equipo peruano quedó en quinto lugar en la competencia.También consiguió el vigésimo lugar en el evento completo.Ariana se clasificó para el final de la vida de equilibrio dónde termina octava.
En 2019 en el Campeonato Mundial en Stuttgart, consiguió el 28º lugar en el concurso completo durante la ronda de clasificación y posteriormente clasificó para los Juegos Olímpicos de 2020.
Debido a la crisis sanitaria por COVID 19 Ariana, se quedó sin participar en la temporada de 2020 de la NCAA, para prepararse para los Juegos Olímpicos 2020.
Luego de que los Juegos Olímpicos fueron pospuestos, regreso a lowa State para la temporada del siguiente año y luego compitió  en 4 oportunidades en viga de equilibrio y en dos de ejercicio de suelo.
En el año 2020 en los Juegos Olímpicos de Tokio, Ariana Orrego terminó 74ª en el concurso completo durante la ronda de clasificación. Después regresó a lowa state para su temporada senior en 2022. Ese mismo año compitió en 13 encuentros de salto,barras asimétricas y ejercicio de suelo. 
Consiguió un récord personal obteniendo 9.925 en las barras asimétricas en un encuentro de cuádruple organizado por la Universidad del Norte de Illinois. 
Finalmente terminó su carrera en la NCAA con un récord personal correspondiente 9.900 en ejercicio de suelo en la segunda ronda de regionales de NCAA. 
Luego de muchos años Ariana Orrego anunció su retiro de la gimnasia el 26 de julio de 2022 a través de su cuenta de Instagram. 
| Año                            | Evento                           | Equipo | AA     | VT     | UB     | BB     | FX     |
| Junior                         | Junior                           | Junior | Junior | Junior | Junior | Junior | Junior |
| ------------------------------ | -------------------------------- | ------ | ------ | ------ | ------ | ------ | ------ |
| 2013                           | Campeonatos junior sudamericanos | 4      | 4      | 4      | 4      | bronce | 5      |
| Senior                         |                                  |        |        |        |        |        |        |
| 2014                           |                                  |        |        |        |        |        |        |
| Campeonatos panamericanos      | 11                               | 31     |        |        |        |        |        |
| Campeonatos del mundo          | 34                               |        |        |        |        |        |        |
| Campeonatos sudamericanos      | oro                              | plata  | oro    | oro    | plata  | plata  |        |
| 2015                           |                                  |        |        |        |        |        |        |
| Juegos Panamericanos           |                                  | 13     |        |        |        |        |        |
| Copa mundial desafío de Osijek |                                  |        |        | 4      | 6      |        |        |
| Campeonatos del mundo          |                                  | 62     |        |        |        |        |        |
| 2016                           | Evento prueba olímpica           |        | 48     |        |        |        |        |
| 2016                           | Juegos olimpicos                 |        | 50     |        |        |        |        |
| 2016                           | Campeonatos sudamericanos        |        | 4      | oro    | oro    |        | 6      |
| 2018                           | Juegos sudamericanos             |        |        |        |        |        | 5      |
| 2019                           | Campeonatos sudamericanos        | bronce | plata  |        | 6      | oro    | plata  |
| 2019                           | Juegos Panamericanos             | 5      | 20     |        |        | 8      |        |
| 2019                           | Campeonatos del mundo            |        | 28     |        |        |        |        |
| 2021                           |                                  |        |        |        |        |        |        |
| Juegos Olímpicos               |                                  | 74     |        |        |        |        |        |

## Vida Académica
Ariana se graduó de la Universidad Estatal de Iowa en mayo de 2022 con un título en sistemas de información de gestión.